# Linea Jōhoku
La linea Jōhoku (城北線?, Jōhoku-sen) è una ferrovia suburbana operata dalla società JR-Central Transport Service Company di 11,2 km che collega la stazione di Kachigawa sulla linea principale Chūō alla stazione di Biwajima, situata sulla linea principale Tōkaidō. Assieme alla linea Taketoyo (che verrà elettrificata nel 2015), è una delle poche linee a trazione diesel nell'area di Nagoya.

## Storia
Nel 1976 iniziò la realizzazione della linea merci Seto (瀬戸貨物船?, Seto Kamotsu-sen) da parte delle Ferrovie Nazionali Giapponesi, ma a causa dei conti in rosso della società, la costruzione si arrestò. La linea era formata all'epoca da due tronconi, fra Setoshi e Kōzōji, e fra Kachigawa e Biwajima. La realizzazione di entrambe le sezioni proseguì in seguito, ma non più come linea merci, bensì come linea passeggeri, gestita da due diversi operatori. La prima sezione è oggi diventata la linea circolare di Aichi, gestita dall'operatore omonimo, mentre la seconda è diventata l'attuale linea Jōhoku, dapprima gestita da JR Central, e in seguito dall'attuale operatore privato.

## Servizi e stazioni

### Servizi
Tutti i treni della linea sono locali, e fermano in tutte le stazioni. La frequenza è piuttosto irregolare per una linea suburbana giapponese, con un treno ogni ora aumentato a 3 o 4 all'ora la mattina, senza cadenzamento.

### Stazioni
- Tutte le stazioni si trovano nella prefettura di Aichi.

| Stazione          | Stazione   | Dist. (km) | Collegamenti                                                         | Posizione       |
| ----------------- | ---------- | ---------- | -------------------------------------------------------------------- | --------------- |
| Kachigawa         | 勝川       | 0.0        | ■ Linea principale Chūō                                              | Kasugai         |
| Ajiyoshi          | 味美       | 1.8        |                                                                      | Kasugai         |
| Hira              | 比良       | 4.5        |                                                                      | Nishi-ku Nagoya |
| Otai              | 小田井     | 6.7        | ■ Linea Meitetsu Inuyama (Kami-Otai) Linea Tsurumai (Kami-Otai, T01) | Nishi-ku Nagoya |
| Owari-Hoshinomiya | 尾張星の宮 | 9.3        |                                                                      | Kiyosu          |
| Biwajima          | 枇杷島     | 11.2       | ■ Linea principale Tōkaidō                                           | Kiyosu          |